# Panevėžio statybos trestas
Panevėžio statybos trestas (Паняве́жё стати́бос тре́стас; «Паневежский строительный трест») (VSE: PTR1L) — одно из старейших действующих в Литве строительных предприятий, предоставляющее проектировочные услуги, услуги общестроительных и специализированных строительных работ, а также услуги по управлению проектами.

## Деятельность
Основные области деятельности:
- строительство объектов производственного, коммерческого и общественного назначения
- прокладка наружных инженерных сетей
- благоустройство прилегающей территории
- реновация зданий архитектурного наследия.

В 2005 году оборот компании составил 192 млн литов.